# 어디로 가나

《어디로 가나》는 SBS TV에서 방영되었던 SBS 특집드라마이며 집필자 김수현 작가가 《사랑이 뭐길래》를 끝으로 MBC를 떠나 1992년 3월 SBS과 전속계약을 맺은 뒤 처음 집필한 드라마였다.

## 제작진
- 극본 : 김수현
- 연출 : 곽영범

## 출연진
- 김자옥
- 남성훈
- 박순천
- 송기윤
- 송승환
- 원미경
- 오미희

## 수상
- 제 5회 한국방송작가상 TV작가상(김수현)[2]
- 제 20회 한국방송대상 TV드라마작품상, 여자탤런트상(원미경)[3]